# Jaski (przystanek kolejowy)
Jaski – kolejowy przystanek osobowy we wsi Jaski, w powiecie radzyńskim, w województwie lubelskim zlokalizowany w km 16,617 na linii kolejowej nr 30.

## Historia
Pierwotnie przystanek Jaski zlokalizowany był w odległości 1 km na południowy wschód. Został zamknięty dla ruchu pasażerskiego 2 kwietnia 2000 roku.
28 czerwca 2024 roku, po przeniesieniu bliżej miejscowości został ponownie otwarty dla ruchu. Nowy peron zabudowano według standardu 100 m długości i 760 mm wysokości. Oświetlono latarniami LED, w pełni dostosowano do potrzeb osób niepełnosprawnych, wyposażono w przeszkoloną wiatę, ławki, śmietniki oraz gabloty z rozkładem jazdy. Przy wejściu znajduje się 5 stojaków rowerowych.
W bezpośrednim sąsiedztwie zlokalizowany jest przejazd kolejowo-drogowy kat. D na drodze powiatowej. Przy przystanku brak parkingu samochodowego.

## Ruch pasażerski
Przystanek znajduje się w odległości 800 m od centrum miejscowości. Jest częścią trasy pociągów Łuków – Lublin przewoźnika PolRegio.
Początkowo zatrzymywała się tutaj 1 para pociągów regionalnych zapewniających dojazd do Łukowa oraz Radzynia Podlaskiego, Parczewa, Lubartowa i Lublina. Od grudnia 2024 roku w dni robocze zwiększono częstotliwość do czterech par na dobę (3 w weekendy).
Dobowa wymiana pasażerska oraz miejsce w rankingu ogólnopolskim:
| Rok  | Ilość pasażerów | Miejsce w Polsce |
| ---- | --------------- | ---------------- |
| 2024 |                 |                  |